# Johan Bernhard Hjort

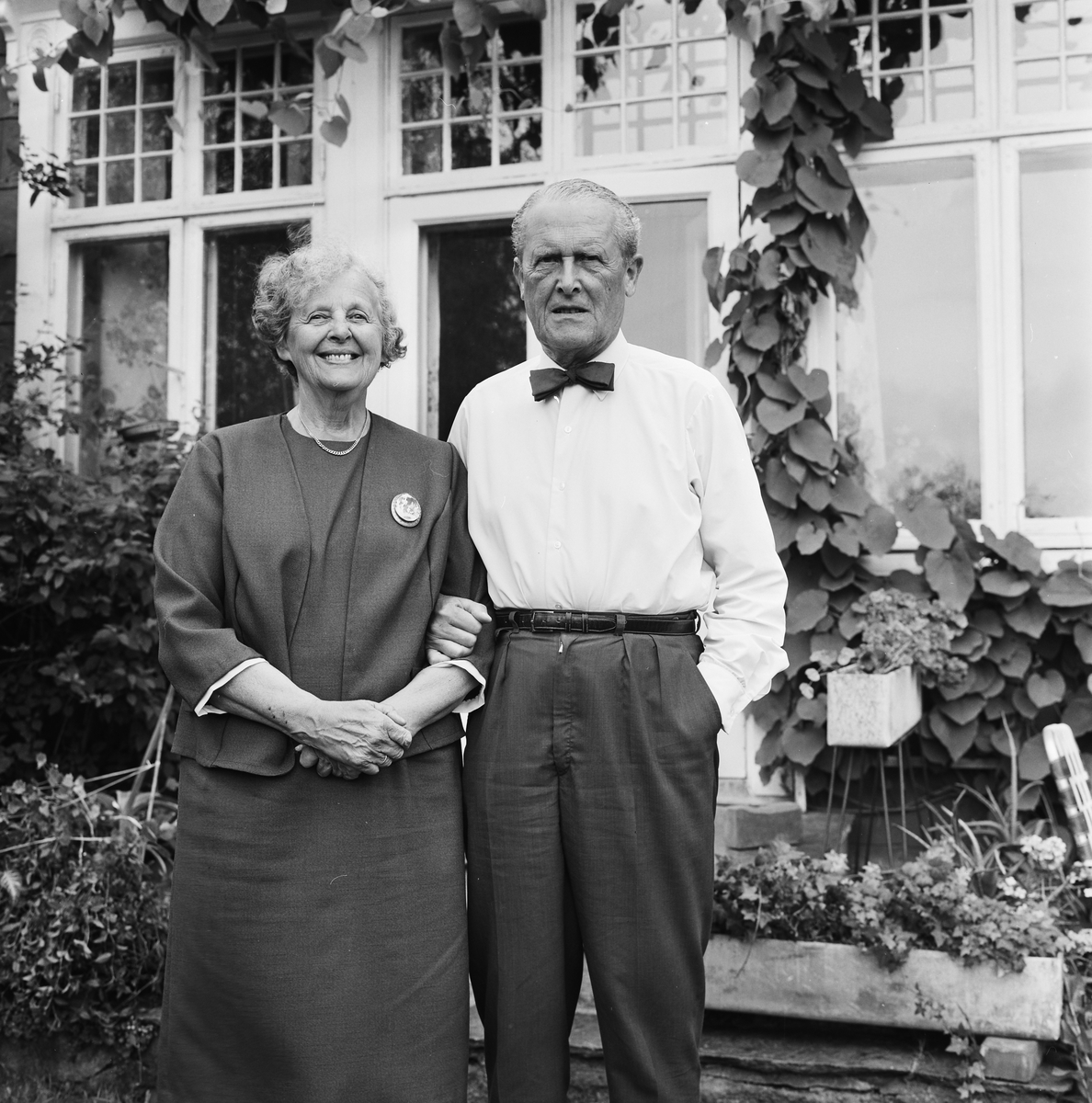
Johan Bernhard Hjort e sua esposa Anna Cathrine, Bestum (1967)

Johan Bernhard Hjort (25 de fevereiro de 1895 - 24 de fevereiro de 1969) foi um advogado da suprema corte norueguês. Tendo ingressado no escritório de advocacia de Harald Nørregaard em 1932, ele continuou o escritório após a Segunda Guerra Mundial como Advokatfirmaet Hjort, que hoje é um dos principais escritórios de advocacia da Noruega. Hjort também se destacou por seu envolvimento com o partido fascista Nasjonal Samling, na década de 1930, mas deixou o partido em 1937 e se tornou um membro ativo da resistência anti-nazista durante a Segunda Guerra Mundial. Ele foi preso pelos nazistas e é creditado por salvar as vidas de muitos prisioneiros através de seu envolvimento com a White Buses. Após a Segunda Guerra Mundial, ele se tornou um dos advogados mais proeminentes da Noruega e se destacou por sua defesa dos direitos dos gays e artistas controversos, como presidente da sociedade de línguas Riksmålsforbundet e como uma figura pública liberal.

## Contexto
Ele era filho do biólogo marinho, oceanógrafo e diretor de pesca, Johan Hjort.

## Envolvimento político na década de 1930

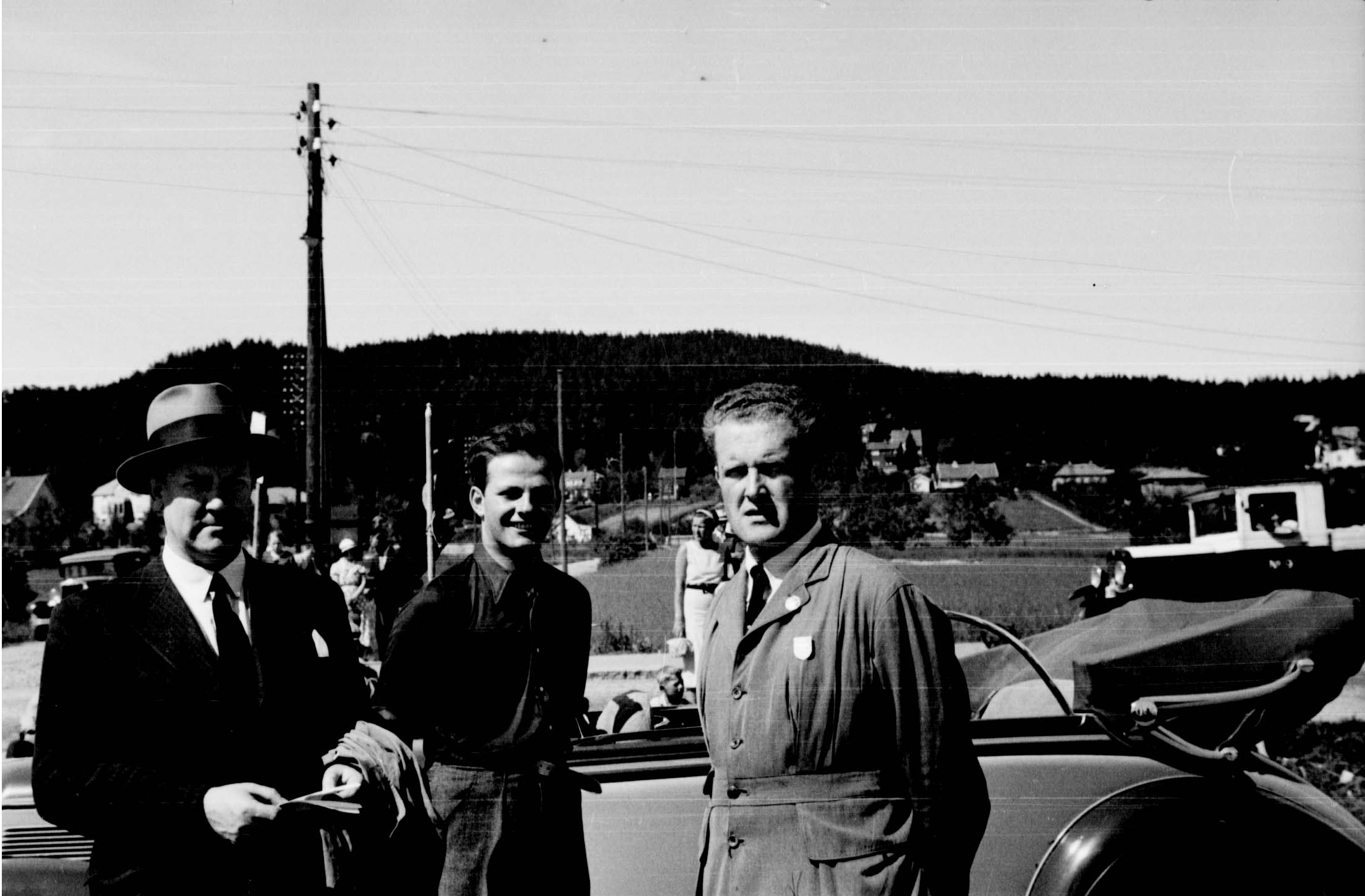
Hjort (direita), com Vidkun Quisling (esquerda), ca. 1936

Em 17 de maio (feriado comemorativo anual da Noruega) em 1933, com Vidkun Quisling, ele fundou o Nasjonal Samling, um partido político baseado no Partido Nazista da Alemanha. Ele e Quisling elaboraram um programa de políticas de extrema direita, que incluíam a proibição de partidos revolucionários (como os financiados por organismos estrangeiros como o Comintern), a suspensão do direito de voto para pessoas que recebiam assistência social, alívio da dívida agrícola e uma auditoria das finanças públicas. Hjort tornou-se líder do Hirden, a ala paramilitar do partido Nasjonal Samling que foi modelado no Sturmabteilung alemão, o "Brownshirts" nazista. Em 1937, Hjort rompeu com Quisling e deixou Nasjonal Samling.

## Resistência durante a Segunda Guerra Mundial
Após a ocupação alemã em 1940, Hjort realizou palestras na Norwegian Broadcasting Corporation, controlada pela Alemanha, ao lado de indivíduos como Albert Wiesener, Jonas Lie e Ranik Halle. Ele foi preso pela Gestapo em 1941 por ordem de Josef Terboven, o Reichskommissar alemão da Noruega, depois que Hjort publicou um artigo acadêmico em um jornal de direito norueguês que criticou abertamente a ocupação alemã.[carece de fontes?] Ele foi preso, primeiro em Oslo e depois em Berlim. Depois de libertado, Hjort e sua família realizaram importantes trabalhos de resistência na Alemanha, desempenhando um papel crucial nas primeiras etapas da operação de White Buses.[carece de fontes?] Estima-se que esta operação salvou 15.345 prisioneiros da morte em campos de concentração e prisioneiros; destes, 7.795 eram escandinavos. Em particular, 423 judeus dinamarqueses foram salvos do campo de concentração de Theresienstadt, no território da Tchecoslováquia ocupada pelos alemães, contribuindo significativamente para o fato de que as baixas entre judeus dinamarqueses durante o Holocausto estavam entre as mais baixas dos países ocupados da Europa.

## Carreira pós-guerra
Após a guerra, Hjort lutou como advogado da suprema corte pela liberdade artística de artistas controversos e pelos direitos legais naturais dos homossexuais. Em 1957, em um dos casos judiciais mais famosos e amplamente debatidos da história do pós-guerra na Noruega, Hjort era advogado de defesa do romancista Agnar Mykle, acusado de escrita imoral e obscena em seus livros. Hjort era um líder de longo prazo do Riksmålsforbundet, uma associação que lutou pela livre evolução da língua norueguesa, na direção de Riksmål. Ele foi um escritor e palestrante prolífico e colaborador frequente do debate público. Entre seus livros estão Justismord (1952), Dømt med rette? (1958) e Demokrati og statsmakt (1963). Ele também traduziu Just So Stories, de Kipling, para o norueguês.